# People's Choice Awards 2012
La 38ª edizione dei People's Choice Awards si è svolta l'11 gennaio 2012 al Nokia Theatre di Los Angeles. La cerimonia è stata presentata da Kaley Cuoco e trasmessa dalla CBS. Le nomination erano state annunciate l'8 novembre 2011.
In seguito sono elencate le categorie. Il relativo vincitore è stato indicato in grassetto.

## Cinema

### Film

#### Film preferito
- Harry Potter e i Doni della Morte - Parte 2 (Harry Potter and the Deathly Hallows - Part 2), regia di David Yates
- Le amiche della sposa (Bridesmaids), regia di Paul Feig
- The Help, regia di Tate Taylor
- Pirati dei Caraibi - Oltre i confini del mare (Pirates of the Caribbean: On Stranger Tides), regia di Rob Marshall
- Transformers 3 (Transformers: Dark of the Moon), regia di Michael Bay

#### Film drammatico preferito
- Come l'acqua per gli elefanti (Water for Elephants), regia di Francis Lawrence
- L'arte di vincere (Moneyball), regia di Bennett Miller
- I guardiani del destino (The Adjustment Bureau), regia di George Nolfi
- The Help
- Limitless, regia di Neil Burger

#### Film commedia preferito
- Le amiche della sposa (Bridesmaids)
- Amici di letto (Friends with Benefits), regia di Will Gluck
- Bad Teacher - Una cattiva maestra (Bad Teacher), regia di Jake Kasdan
- Crazy, Stupid, Love, regia di Glenn Ficarra e John Requa
- Una notte da leoni 2 (The Hangover Part II), regia di Todd Phillips

#### Film d'azione preferito
- Harry Potter e i Doni della Morte - Parte 2 (Harry Potter and the Deathly Hallows - Part 2)
- Fast & Furious 5 (Fast Five), regia di Justin Lin
- Thor, regia di Kenneth Branagh
- Transformers 3 (Transformers: Dark of the Moon)
- X-Men - L'inizio (X-Men: First Class), regia di Matthew Vaughn

### Recitazione

#### Attore preferito in un film
- Johnny Depp
- Hugh Jackman
- Robert Pattinson
- Daniel Radcliffe
- Ryan Reynolds

#### Attrice preferita in un film
- Emma Stone
- Jennifer Aniston
- Anne Hathaway
- Julia Roberts
- Reese Witherspoon

#### Attore preferito in un film commedia
- Adam Sandler
- Ashton Kutcher
- Bradley Cooper
- Ryan Reynolds
- Steve Carell

#### Attrice preferita in un film commedia
- Emma Stone
- Jennifer Aniston
- Cameron Diaz
- Mila Kunis
- Natalie Portman

#### Star preferita in un film d'azione
- Hugh Jackman
- Vin Diesel
- Shia LaBeouf
- Taylor Lautner
- Ryan Reynolds

#### Star preferita under 25
- Chloë Grace Moretz
- Tom Felton
- Rupert Grint
- Daniel Radcliffe
- Emma Watson

#### Cast cinematografico preferito
- Harry Potter e i Doni della Morte - Parte 2 (Harry Potter and the Deathly Hallows - Part 2)
- Le amiche della sposa (Bridesmaid)
- Pirati dei Caraibi - Oltre i confini del mare (Pirates of the Caribbean: On Stranger Tides)
- Una notte da leoni 2 (The Hangover Part II)
- X-Men - L'inizio (X-Men: First Class)

#### Voce preferita in un film di animazione
- Johnny Depp, voce di Rango in Rango
- Jack Black, voce di Po in Kung Fu Panda 2
- Anne Hathaway, voce di Gioiel in Rio
- Katy Perry, voce di Puffetta ne I Puffi (The Smurfs)
- Owen Wilson, voce di Saetta McQueen in Cars 2

#### Icona cinematografica preferita
- Morgan Freeman
- George Clooney
- Robert De Niro
- Harrison Ford
- Tom Hanks

### Altri premi

#### Supereroe preferito
- Lanterna Verde interpretato da Ryan Reynolds
- Capitan America interpretato da Chris Evans
- Mystica interpretata da Jennifer Lawrence
- Professor X interpretato da James McAvoy
- Thor interpretato da Chris Hemsworth

#### Adattamento preferito di un libro
- Harry Potter e i Doni della Morte - Parte 2 (Harry Potter and the Deathly Hallows - Part 2)
- Come l'acqua per gli elefanti (Water for Elephants)
- The Help
- Sono il Numero Quattro (I Am Number Four), regia di D. J. Caruso
- Soul Surfer, regia di Sean McNamara

## Televisione

### Programmi

#### Serie TV drammatica preferita
- Supernatural
- Dr. House - Medical Division (House, M.D.)
- The Good Wife
- Grey's Anatomy
- The Vampire Diaries

#### Serie TV commedia preferita
- How I Met Your Mother
- The Big Bang Theory
- Due uomini e mezzo (Two and a Half Men)
- Glee
- Modern Family

#### Serie TV drammatica preferita (via cavo)
- Pretty Little Liars
- Dexter
- Il trono di spade (Game of Thrones)
- True Blood
- White Collar

#### Serie TV commedia preferita (via cavo)
- Hot in Cleveland
- C'è sempre il sole a Philadelphia (It's Always Sunny in Philadelphia)
- Nurse Jackie - Terapia d'urto (Nurse Jackie)
- Royal Pains
- Weeds

#### Serie TV crime drama preferita
- Castle
- Bones
- Criminal Minds
- CSI - Scena del crimine (CSI: Crime Scene Investigation)
- NCIS - Unità anticrimine (NCIS)

#### Serie TV sci-fi/fantasy preferita
- Supernatural
- Fringe
- True Blood
- The Vampire Diaries
- The Walking Dead

#### Talent show preferito
- American Idol
- America's Got Talent
- Dancing With The Stars (Ballando con le stelle)
- So You Think You Can Dance
- The Voice

#### Nuova serie TV commedia preferita
- 2 Broke Girls
- L'uomo di casa (Last Man Standing)
- New Girl
- Suburgatory
- Up All Night

#### Nuova serie TV drammatica preferita
- Person of Interest
- C'era una volta (Once Upon a Time)
- Revenge
- The Secret Circle
- Terra Nova

### Recitazione e conduzione

#### Attore preferito in una serie TV drammatica
- Nathan Fillion
- David Boreanaz
- Patrick Dempsey
- Hugh Laurie
- Ian Somerhalder

#### Attrice preferita in una serie TV drammatica
- Nina Dobrev
- Emily Deschanel
- Blake Lively
- Eva Longoria
- Ellen Pompeo

#### Attore preferito in una serie TV commedia
- Neil Patrick Harris
- Alec Baldwin
- Chris Colfer
- Cory Monteith
- Jim Parsons

#### Attrice preferita in una serie TV commedia
- Lea Michele
- Courteney Cox
- Kaley Cuoco
- Tina Fey
- Jane Lynch

#### Guest star preferita di una serie TV
- Katy Perry – How I Met Your Mother
- Jim Carrey – The Office
- Kristin Chenoweth – Glee
- Michael J. Fox – The Good Wife
- Gwyneth Paltrow – Glee

#### Presentatore preferito di un programma diurno
- Ellen DeGeneres – The Ellen DeGeneres Show
- Anderson Cooper – Anderson Cooper 360°
- Al Roker, Ann Curry, Matt Lauer, Natalie Morales e Savannah Guthrie – The Today Show
- Kelly Ripa e Regis Philbin – Live with Regis and Kelly
- Rachael Ray – Rachael Ray Show

#### Presentatore preferito di un talk show serale
- Jimmy Fallon – Late Night with Jimmy Fallon
- Conan O'Brien – Conan
- Jimmy Kimmel – Jimmy Kimmel Live
- David Letterman – Late Show with David Letterman
- Jay Leno – The Tonight Show with Jay Leno

#### Star preferita di un reality show
- Kim Kardashian
- Kathy Griffin
- Giuliana Rancic
- Gene Simmons
- Tia & Tamera Mowry

## Musica

### Artista maschile preferito
- Bruno Mars
- Justin Bieber
- Eminem
- Enrique Iglesias
- Blake Shelton

### Artista femminile preferita
- Katy Perry
- Adele
- Beyoncé
- Lady Gaga
- Taylor Swift

### Gruppo musicale preferito
- Maroon 5
- Coldplay
- Foo Fighters
- Linkin Park
- Red Hot Chili Peppers

### Artista country preferito
- Taylor Swift
- Lady Antebellum
- Rascal Flatts
- Blake Shelton
- Keith Urban

### Artista pop preferito
- Demi Lovato
- Beyoncé
- Lady Gaga
- Katy Perry
- Rihanna

### Artista hip-hop preferito
- Eminem
- B.o.B
- Jay-Z
- Nicki Minaj
- Pitbull

### Artista R&B preferito
- Rihanna
- Beyoncé
- Chris Brown
- Bruno Mars
- Ne-Yo

### Album preferito
- Born This Way – Lady Gaga
- 4 – Beyoncé
- 21 – Adele
- Femme Fatale – Britney Spears
- Own The Night – Lady Antebellum

### Canzone preferita
- E.T. – Katy Perry feat. Kanye West
- The Edge of Glory – Lady Gaga
- Moves like Jagger – Maroon 5 feat. Christina Aguilera
- Party Rock Anthem – LMFAO feat. Lauren Bennett & GoonRock
- Rolling in the Deep – Adele

### Video musicale preferito
- Last Friday Night (T.G.I.F.) – Katy Perry
- Judas – Lady Gaga
- Party Rock Anthem – LMFAO feat. Lauren Bennett & GoonRock
- Rolling in the Deep – Adele
- Run the World (Girls) – Beyoncé

### Tour preferito
- Katy Perry
- Bon Jovi
- Taylor Swift
- U2
- Usher